# Christian Berkel
Christian Berkel (Berlino Ovest, 28 ottobre 1957) è un attore tedesco.

## Biografia

### Carriera
Figlio di un medico militare, dall'età di 14 anni ha vissuto a Parigi, dove ha preso lezioni di teatro con Jean-Louis Barrault e Pierre Berlin. A diciannove anni venne scoperto da Ingmar Bergman, che lo ha voluto per il film L'uovo del serpente, consigliandogli poi di lavorare in teatro; recitò così, dal 1977 al 1999, nei teatri di Augusta, Düsseldorf, Monaco di Baviera e Vienna. Ha poi studiato alla German Film and Television Academy di Berlino.
A partire dal 2006 diventa il protagonista della serie televisiva Il commissario Schumann interpretando l'omonimo personaggio, Bruno Schumann. Ha preso parte a molte produzioni televisive tedesche, ricoprendo inoltre il ruolo del dottor Ernst-Günther Schenck in La caduta - Gli ultimi giorni di Hitler, nominato al Premio Oscar. Ebbe inoltre ruoli significativi nel film di Paul Verhoeven Black Book e in alcune pellicole statunitensi come Flightplan - Mistero in volo.
Nel 2008 diventa uno dei protagonisti della pellicola Operazione Valchiria, nella quale interpretava il colonnello Albrecht Mertz von Quirnheim, mentre l'anno successivo prende parte al film Bastardi senza gloria, di Quentin Tarantino. Prende parte nel 2015 al film Operazione U.N.C.L.E., recitando al fianco di Henry Cavill, e, sempre nello stesso anno, entra nel cast del film di Jay Roach L'ultima parola - La vera storia di Dalton Trumbo.

### Vita privata
Vive a Berlino con l'attrice Andrea Sawatzki, sposata nel 2011 e dalla quale ha avuto due figli.

## Filmografia

### Cinema
- Der Mädchenkrieg, regia di Bernhard Sinkel e Alf Brustellin (1977)
- L'uovo del serpente (The Serpent's Egg / Das Schlangenei), regia di Ingmar Bergman (1977)
- Rossini, regia di Helmut Dietl (1997)
- Verzweiflung, regia di Marcus Lauterbach (2000)
- The Experiment - Cercasi cavie umane (Das Experiment), regia di Oliver Hirschbiegel (2001)
- Laissez-passer, regia di Bertrand Tavernier (2002)
- Der Unbestechliche, regia di Erwin Keusch (2002)
- La caduta - Gli ultimi giorni di Hitler (Der Untergang), regia di Oliver Hirschbiegel (2004)
- Männer wie wir, regia di Sherry Hormann (2004)
- Lautlos, regia di Mennan Yapo (2004)
- Flightplan - Mistero in volo (Flightplan), regia di Robert Schwentke (2005)
- Black Book (Zwartboek), regia di Paul Verhoeven (2006)
- Der andere Junge, regia di Volker Einrauch (2007)
- L'ombra del nemico (Flammen & Citronen), regia di Ole Christian Madsen (2008)
- Miracolo a Sant'Anna (Miracle at St. Anna), regia di Spike Lee (2008)
- Haber, regia di Daniel Ragussis (2008)
- Operazione Valchiria (Valkyrie), regia di Bryan Singer (2008)
- Bastardi senza gloria (Inglourious Basterds), regia di Quentin Tarantino (2009)
- Attacco a Leningrado (Attack on Leningrad), regia di Alexander Buravsky (2009)
- Der letzte Angestellte, regia di Alexander Adolph (2010)
- Buddy, regia di Michael Herbig (2013)
- Operazione U.N.C.L.E. (The Man from U.N.C.L.E.), regia di Guy Ritchie (2015)
- L'ultima parola - La vera storia di Dalton Trumbo (Trumbo), regia di Jay Roach (2015)
- Traumfrauen, regia di Anika Decker (2015)
- Anti-Social, regia di Reg Traviss (2015)
- Elle, regia di Paul Verhoeven (2016)
- Magic kids - L'eclissi solare (Die Wolf-Gäng), regia di Tim Trageser (2020)

### Televisione
- Eine Jugendliebe - film TV, regia di Rainer Wolffhardt (1977)
- Il commissario Köster (Der Alte) - serie TV, 9 episodi (1978-1997)
- Tatort - serie TV, 5 episodi (1978-2005)
- Steckbriefe - serie TV, episodio 1x4 (1982)
- Frau Jenny Treibel - film TV, regia di Franz Josef Wild (1982)
- L'ispettore Derrick (Derrick) - serie TV, 8 episodi (1983-1993)
- Das schöne irre Judenmädchen - film TV, regia di Götz Fischer (1984)
- Wind von Südost - film TV, regia di Wolfgang Glück (1985)
- Scoop - film TV, regia di Gavin Millar (1987)
- Wallenstein - serie TV, episodio 1x1 (1987)
- Münchhausens letzte Liebe - film TV, regia di Wolfgang Glück (1988)
- Der Bastard - miniserie TV (1989)
- SOKO München - serie TV, episodio 9x5 (1990)
- Kommissar Klefisch - serie TV, episodio 1x2 (1991)
- Das Schicksal der Lilian H. - film TV, regia di Marijan David Vajda (1993)
- Ein unvergeßliches Wochenende - serie TV, episodio 1x1 (1993)
- Un caso per due (Ein Fall für zwei) - serie TV, episodio 14x2 (1994)
- Die Gerichtsreporterin - serie TV, episodio 1x3 (1994)
- Air Albatros - serie TV (1994)
- Mutter, ich will nicht sterben! - film TV, regia di Helmuth Ashley (1994)
- Spur eines Zweifels - film TV, regia di Hartmut Griesmayr (1995)
- Lady Cop - serie TV, episodio 2x3 (1995)
- Ich, der Boß - film TV, regia di Martin Gies (1995)
- Ein Herz für Laura - film TV, regia di Hartmut Griesmayr (1995)
- Drei Frauen und (k)ein Mann - film TV, regia di Hans-Jürgen Tögel (1995)
- Der Mann ohne Schatten - serie TV, 14 episodi (1996)
- Das Tor des Feuers - film TV, regia di Kaspar Heidelbach (1996)
- Lautlose Schritte - film TV, regia di Christian von Castelberg (1996)
- Simones Entscheidung - film TV, regia di Ulrich Stark (1997)
- A.S. - serie TV, episodio 2x1 (1997)
- Lea Katz - Die Kriminalpsychologin: Einer von uns - film TV, regia di Konrad Sabrautzky (1997)
- Vickys Alptraum - film TV, regia di Peter Keglevic (1998)
- Der König von St. Pauli - serie TV, episodio 1x5 (1998)
- Il commissario Rex (Kommissar Rex) - serie TV, episodio 4x3 (1998)
- Single sucht Nachwuchs - film TV, regia di Uwe Janson (1998)
- Tod auf Amrum - film TV, regia di Konrad Sabrautzky (1998)
- Sweet Little Sixteen - film TV, regia di Peter Patzak (1999)
- Polizeiruf 110 - serie TV, episodio 28x7 (1999)
- Stille Nacht - Heilige Nacht - film TV, regia di Thomas Stiller (1999)
- Deine besten Jahre - film TV, regia di Dominik Graf (1999)
- Halt mich fest! - film TV, regia di Horst Johann Sczerba (2000)
- Blondine sucht Millionär fürs Leben - film TV, regia di Markus Imboden (2000)
- Der letzte Zeuge - serie TV, episodi 3x2 e 9x8 (2000-2007)
- Die Cleveren - serie TV, episodio 3x2 (2001)
- Erste Liebe - film TV, regia di Peter Henning e Claudia Prietzel (2002)
- Doppelter Einsatz - serie TV, episodio 8x2 (2002)
- Das Paradies ist eine Falle - film TV, regia di Manfred Stelzer (2002)
- Rosa Roth - serie TV, episodio 1x15 (2002)
- Bella Block - serie TV, episodio 1x15 (2002)
- Feuer in der Nacht - film TV, regia di Kai Wessel (2004)
- Hexenküsse - film TV, regia di Johannes Fabrick (2005)
- Der Vater meiner Schwester - film TV, regia di Christoph Stark (2005)
- Die Sturmflut - film TV, regia di Jorgo Papavassiliou (2006)
- Eine Frage des Gewissens - film TV, regia di Thomas Bohn (2006)
- Helen, Fred und Ted - film TV, regia di Sherry Hormann (2006)
- Il commissario Schumann (Der Kriminalist) - serie TV (2006-in corso)
- Mogadischu - film TV, regia di Roland Suso Richter (2008)
- Das dunkle Nest - film TV, regia di Christine Hartmann (2011)
- Der Mann mit dem Fagott - film TV, regia di Miguel Alexandre (2011)
- Totenengel - Van Leeuwens zweiter Fall - film TV, regia di Matti Geschonneck (2013)
- Ein starkes Team - serie TV, episodio 1x57 (2014)
- Elly Beinhorn - Alleinflug - film TV, regia di Christine Hartmann (2014)
- Mitten in Deutschland: NSU - miniserie TV, episodio 1x3 (2016)
- Ein gefährliches Angebot - film TV, regia di Hannu Salonen (2016)
- Landgericht - film TV, regia di Matthias Glasner (2017)
- In Wahrheit - Mord am Engelsgraben - film TV, regia di Miguel Alexandre (2017)
- Beat - serie TV (2018)

### Cortometraggi
- Silvesternacht - Ein Dialog, regia di Douglas Sirk e Hajo Gies (1978)
- Vater und Tochter, regia di Martin H. Schmitt (2000)
- Der Baum, regia di Jan Martin Scharf (2007)
- Haber, regia di Daniel Ragussis (2008)
- Business As Usual - Der Prophet fliegt mit, regia di Lenn Kudrjawizki (2014)

## Doppiatori italiani
Nelle versioni in italiano dei suoi film, Christian Berkel è stato doppiato da:
- Sergio Di Stefano in The Experiment - Cercasi cavie umane, Laissez-passer, Operazione Valchiria
- Stefano Benassi in Operazione U.N.C.L.E., L'ultima parola - La vera storia di Dalton Trumbo
- Angelo Maggi in La caduta - Gli ultimi giorni di Hitler
- Roberto Certomà in Il commissario Rex
- Fabrizio Pucci in Il commissario Schumann
- Alberto Angrisano in L'ombra del nemico
- Alessio Cigliano in Elle
- Luca Biagini in Beat